# 蕭寅
萧寅，元朝末年吉水人。
至正二十三年（1363年），陈友谅败死，余党熊天瑞据江西。福建陈有定派遣江伯昂去劝他一起联合抗击金陵朱元璋，熊天瑞不决。江伯昂路过吉水，遇到萧寅，萧寅跟随江伯昂入闽。他曾经游历两浙、金陵、楚、蜀，对故封州守解若凤商议道：“我视君雄，只有陈有定忠义可依。”于是到了福建。陈有定以萧寅同知邵武，令亚参谋军务。陈有定用法严酷，诛戮滥杀，陈寅从容解救很多人。至正二十八年（1368年），明朝攻取福建，陈有定被杀，朱元璋想让萧寅做官，萧寅以父母年老相辞，居家三十年而卒。